# Проток Свети Георги
Протокът Свети Георги (на английски: St George's Channel; на уелски: Sianel San Siôr; на ирландски: Muir Bhreatan) е проток и морски канал, свързващ Ирландско море на север с Келтско море на югозапад.
В исторически план, наименованието „проток Свети Георги“ се използва взаимозаменяемо с понятията „Ирландско море“ и „Ирландски канал“, включвайки всички води между Ирландия и Великобритания. Други географи стесняват понятието, така че да обхваща участъка вода между Уелс и Ленстър. В Ирландия днес се счита, че протокът обхваща само най-тясната част от канал, между нос Карнсор в Уексфорд и нос Свети Дейвис в Пембрукшър.
Понятието „проток Свети Георги“ за пръв път е споменато през 1578 г. в записки на сър Мартин Фробишър от второто му пътешествие. То произлиза от легенда, която гласи че Свети Георги Победоносец е пътувал от Византийската империя до римската провинция Британия, приближавайки към Британия откъм протока. Наименованието е популяризирано от английските колонизатори в Ирландия.